# Гоблины 2
«Гоблины 2» (англ. Ghoulies II) — сиквел 1987 года по фильму «Гоблины». Другие русские переводы названия: «Вурдалаки 2», «Гулы 2», «Бесы 2», «Упыри 2», «Гоблины на карнавале».

## Сюжет
После неудачной попытки священника убить гоблинов (в оригинале — гулей) они забираются в грузовик, который перевозит аттракцион под названием «Логово Сатаны» на карнавал, открывающийся в ближайший выходной. На следующий день всё готово к празднику, но рабочие и посетители аттракциона начинают таинственным образом бесследно исчезать. Это гоблины убивают скучающих горожан, на виду у посетителей.

## Работали
- Режиссёр — Альберт Бэнд,
- Композитор — Фуззби Морс,
- Продюсер — Чарльз Бэнд.

## Актёры
- Деймон Мартин
- Уилльям Батлер
- Ройал Дано
- Старр Андреефф
- Романо Пуппо